# Радзиковски, Хайнц
Хайнц Радзиковски (нем. Heinz Radzikowski, 7 сентября 1925, Штольпе, Германия) — немецкий хоккеист (хоккей на траве), нападающий. Бронзовый призёр летних Олимпийских игр 1956 года.

## Биография
Ханйц Радзиковски родился 7 сентября 1925 года в немецком городе Штольпе (сейчас польский город Слупск).
Играл в хоккей на траве за «Бранденбург» из Западного Берлина. В его составе в 1956 году выиграл чемпионат ФРГ.
В 1956 году вошёл в состав сборной ОГК по хоккею на траве на Олимпийских играх в Мельбурне и завоевал бронзовую медаль. Играл на позиции нападающего, провёл 5 матчей, забил 1 мяч в ворота сборной Великобритании.
21 января 1957 года за завоевание бронзы на летних Олимпийских играх в Мельбурне удостоен высшей спортивной награды ФРГ — «Серебряного лаврового листа».
В 1956—1958 годах провёл 9 матчей за сборную ФРГ.